# Parc national de Dudhwa
Le parc national de Dudhwa est situé dans l'État de l'Uttar Pradesh en Inde. On y trouve notamment des tigres, des rhinocéros, des éléphants et des cerfs de Duvaucel. Cette aire protégée est localisée dans la région du Teraï, à la frontière népalaise, et forme un des espaces préservés majeurs de l'écorégion des savanes et prairies du Terraï et des Douars.